# João Belo
João Belo ComTE • GCTE • GCIC • ComA • GCIC (Leiria, 27 de setembro de 1878 — Lisboa, 3 de janeiro de 1928) foi um militar da Armada Portuguesa e político que se notabilizou como militar e administrador colonial em Moçambique, onde permaneceu cerca de 29 anos, de 1895 a 1925.

## Biografia
Alistou-se na Armada Portuguesa em Outubro de 1893, frequentando o curso da Escola Naval. No posto de guarda-marinha, em 1895 seguiu a bordo da corveta Duque da Terceira para Moçambique, onde tomou parte nas guerras de pacificação sob o comando de Mouzinho de Albuquerque, nomeadamente na Campanha de Barré, na Campanha dos Namarrais e na conquista de Gaza. Durante estas campanhas, aprisionou vários negreiros e libertou centenas de escravos.
Permaneceu durante 29 anos em Moçambique, onde, entre outras funções de relevo, superintendeu à fiscalização do Zambeze, quando ali existia uma flotilha naval.
Foi iniciado na Maçonaria em 1906 na Loja Cruzeiro Azul, em Maputo, com o nome simbólico de Lobo d'Ávila.
Em 1909, foi nomeado administrador do concelho do Chai-Chai e chefe da Delegação Marítima de Inhampura. Em 1910 foi encarregado da construção do caminho de ferro de Chai-Chai a Manjacaze. Durante a sua administração foram ainda realizados o levantamento hidrográfico da foz e barra do rio Limpopo e a sua farolagem e balizagem, a construção do farol do Inhampura, a Câmara Municipal do Xai-Xai, o hospital de Tavene e por várias missões de estudo do vale do rio Limpopo.

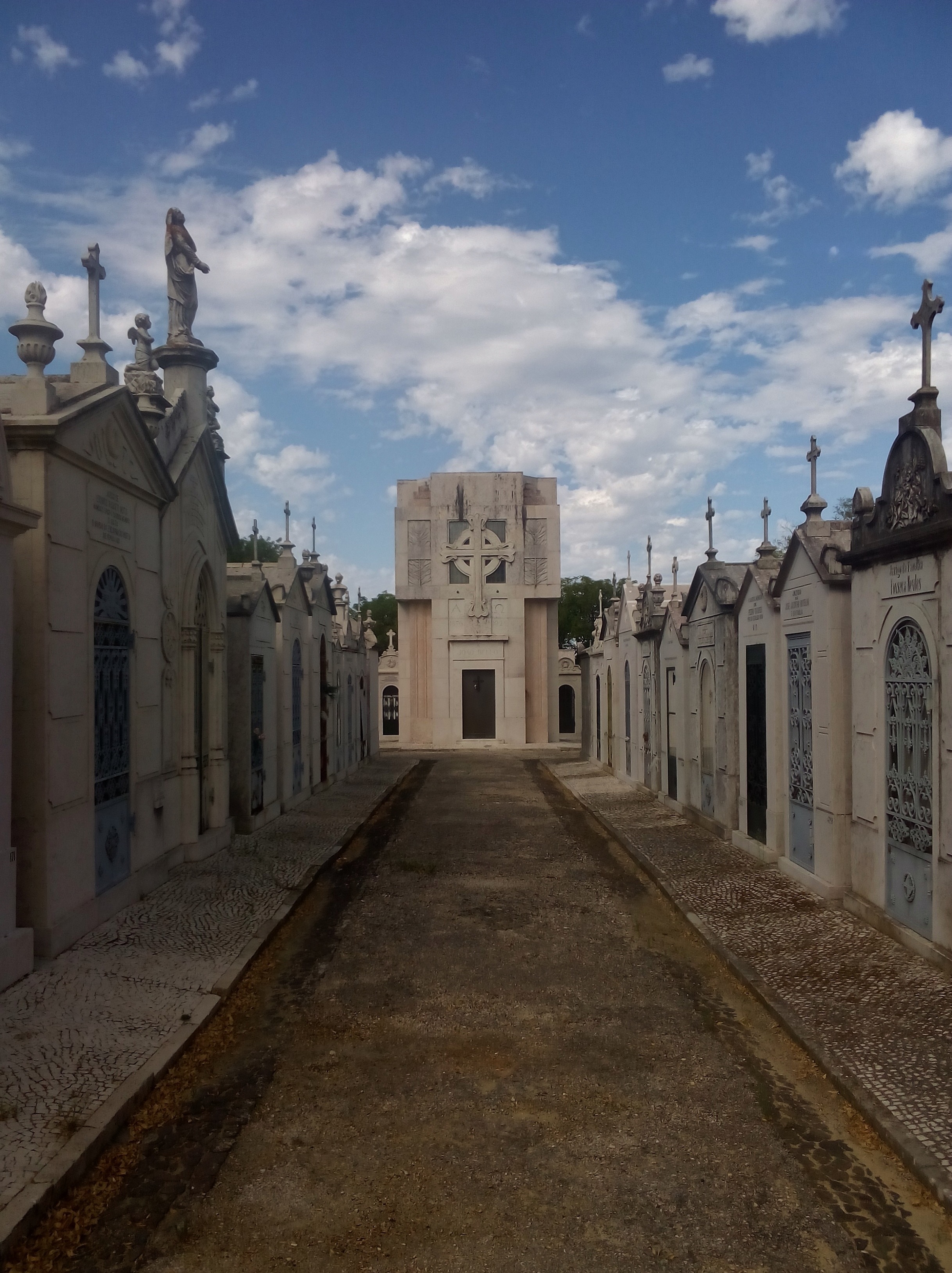
Jazigo de João Belo, Cemitério do Alto de São João

A 11 de Março de 1919 foi feito Comendador da Ordem Militar de Avis. Entre 1919 e 1925, chefiou o Departamento Marítimo de Lourenço Marques, integrando o Conselho Legislativo e o Conselho Executivo da Província de Moçambique. A 25 de Maio de 1925 foi feito Comendador da Ordem Militar da Torre e Espada, do Valor, Lealdade e Mérito. De regresso a Portugal, quando trabalhava na Direcção dos Serviços de Hidrografia e Navegação, junta-se ao movimento do 28 de Maio tendo em Julho de 1926 sido nomeado Ministro das Colónias.
Como Ministro das Colónias do governo da Ditadura Nacional realizou uma ambiciosa reforma da administração colonial portuguesa que redefiniu as relações da metrópole com os domínios ultramarinos. Aquela reforma incluiu a promulgação de novas bases orgânicas para a administração civil e financeira das colónias, com a criação de um Conselho Superior das Colónias e a aprovação de um Código Administrativo para cada uma delas. Também promoveu a aprovação de um estatuto político, civil e criminal para os indígenas das colónias de Angola e de Moçambique e a aprovação de um novo estatuto para regular o funcionamento das missões católicas naquelas colónias.
Depois da sua morte, por decreto de Março de 1928 a vila de Xai-Xai passou a chamar-se Vila João Belo, topónimo que se manteve até à independência de Moçambique.
A 3 de janeiro de 1930 foi condecorado a título póstumo com a Grã-Cruz da Ordem Militar da Torre e Espada, do Valor, Lealdade e Mérito e a 14 de julho de 1932 foi agraciado a título póstumo com a Grã-Cruz da Ordem do Império Colonial.